# Massimo (Adelsgeschlecht)

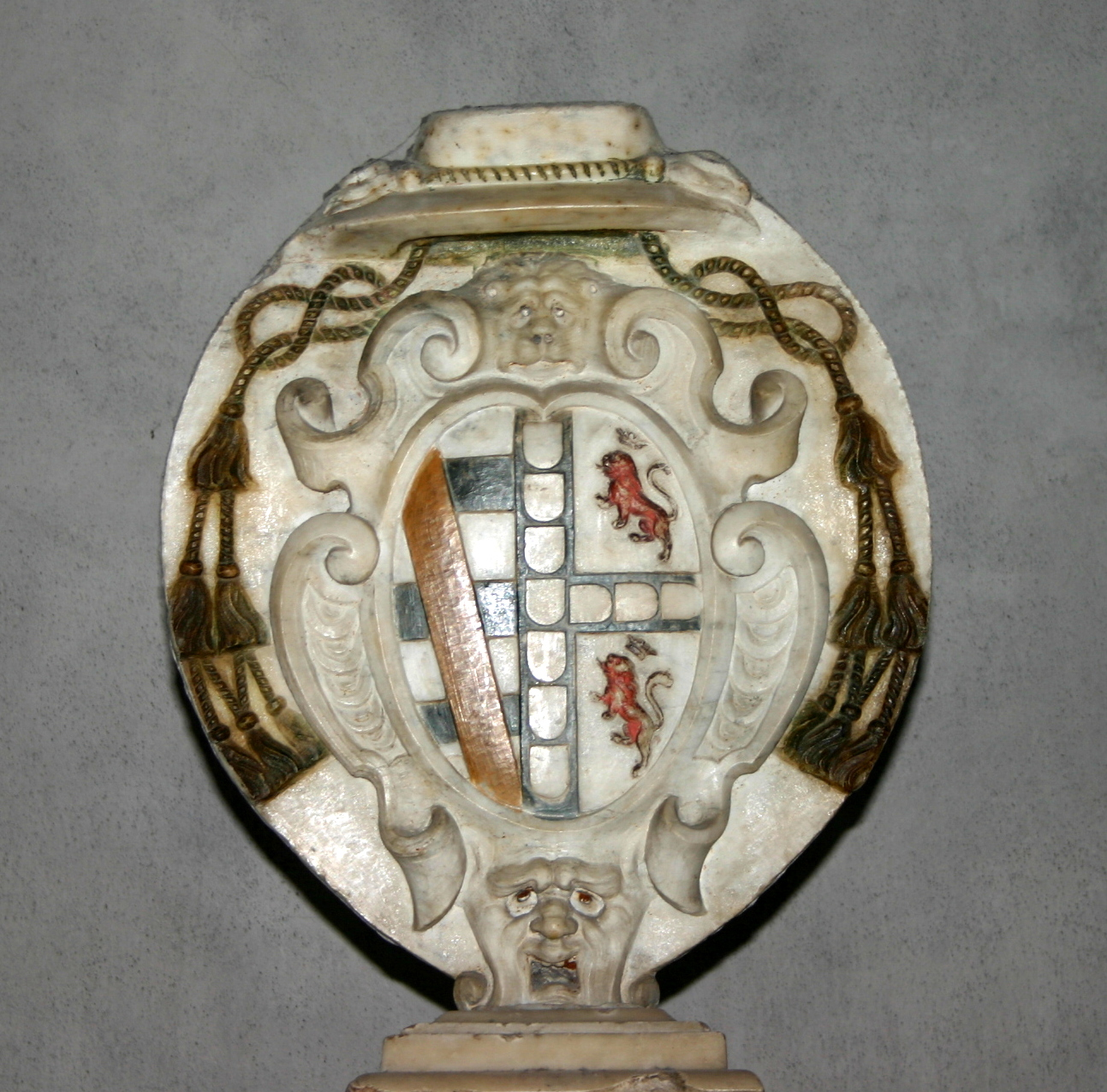
Wappen des Kardinals Innocenzo Massimo in der Kathedrale von Catania

Die Familie Massimo ist ein altes römisches Adelsgeschlecht, das bis heute fortdauert.

## Geschichte

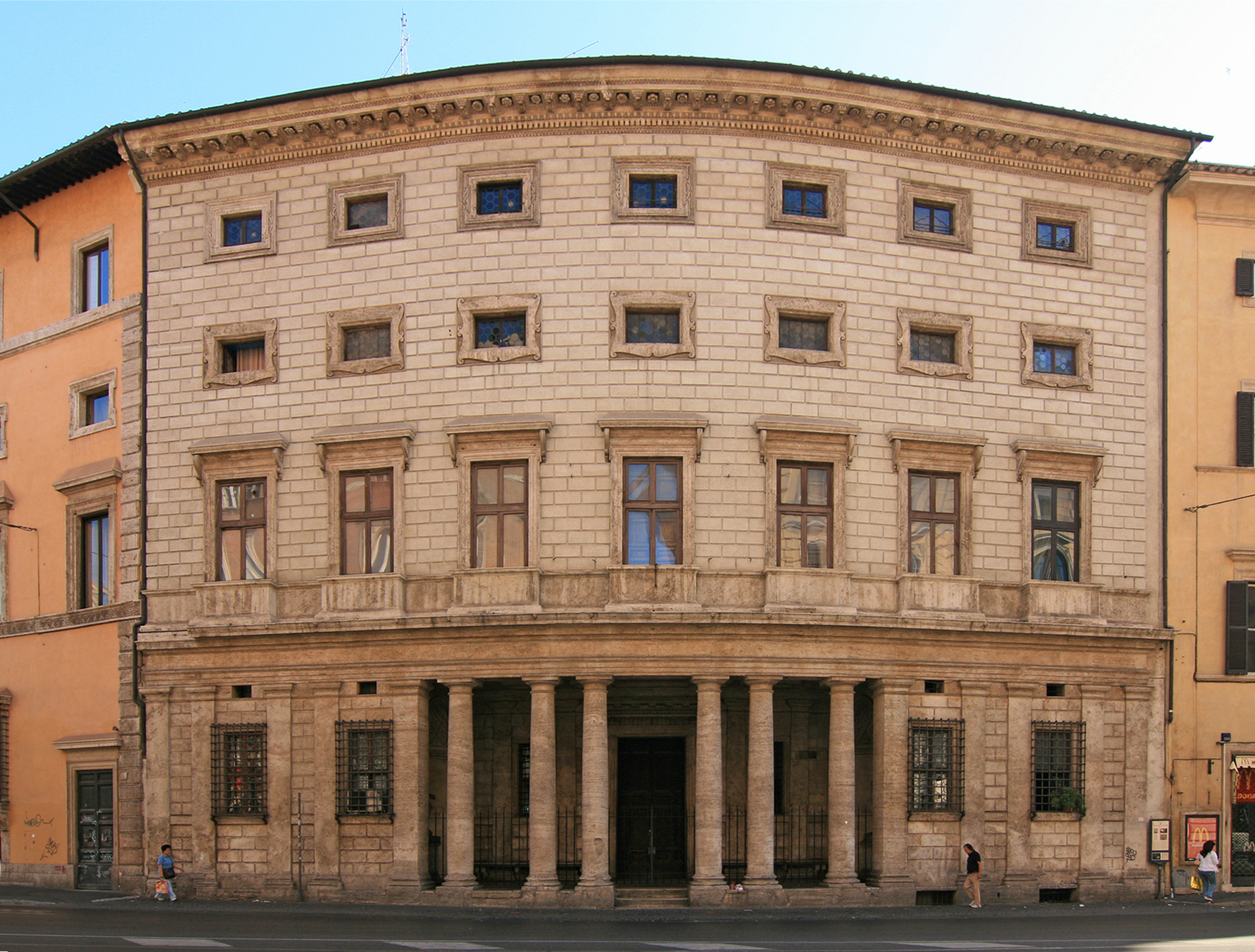
Palazzo Massimo alle Colonne, Rom (erbaut 1532–1536)

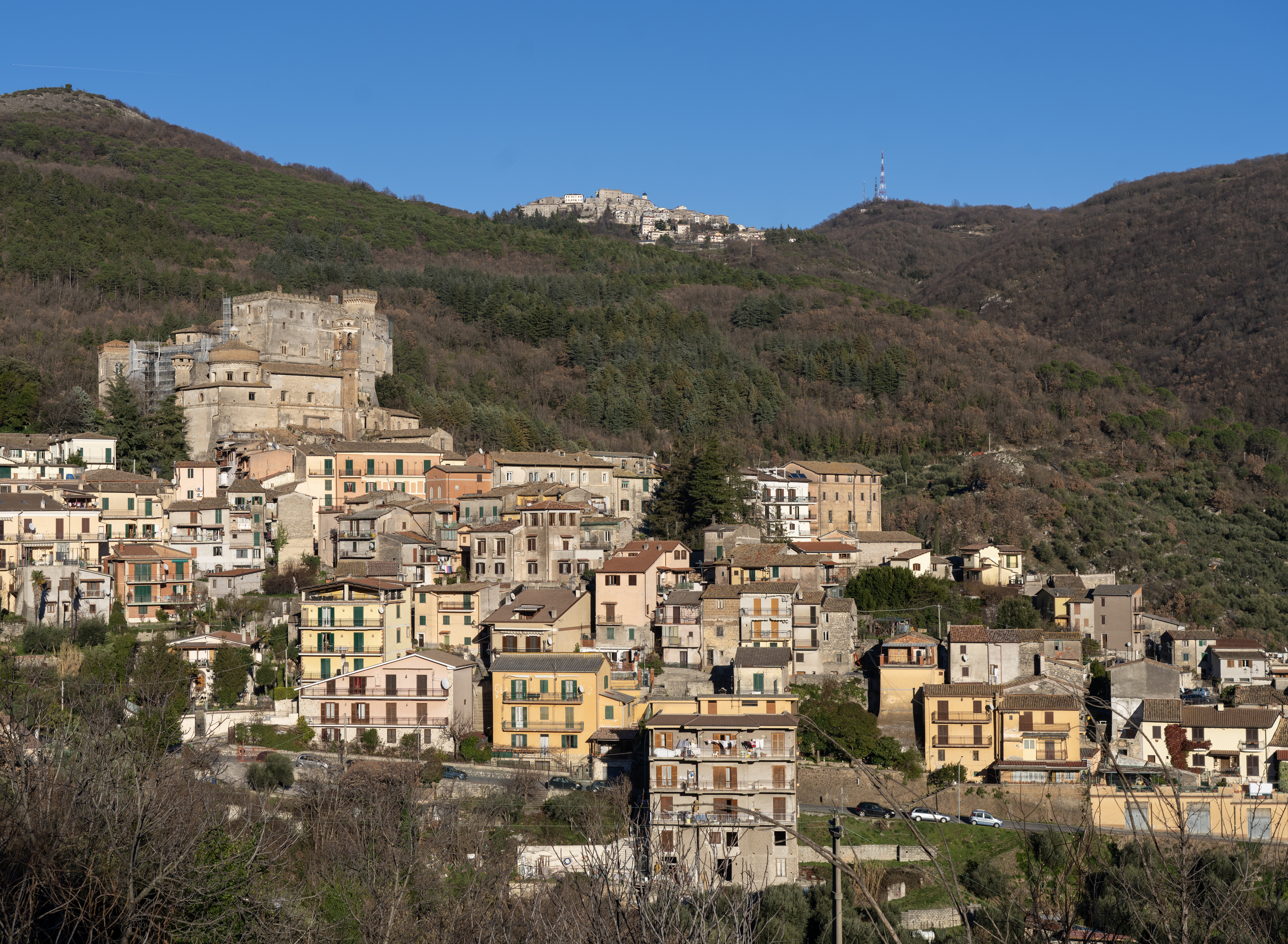
Castello Massimo in Arsoli, erworben 1574

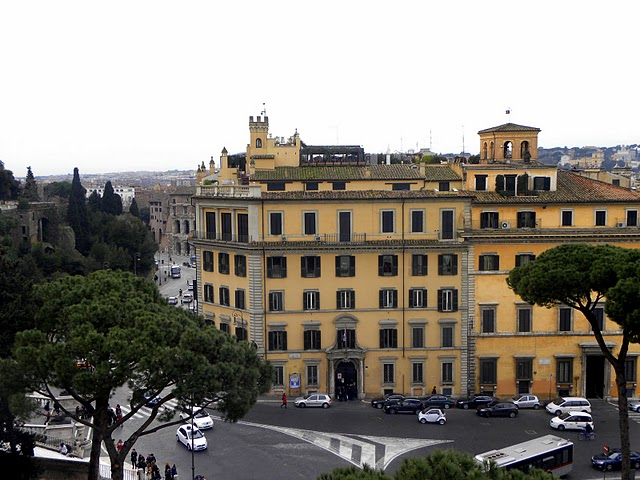
Palazzo Massimo di Rignano, Rom (von Carlo Fontana)

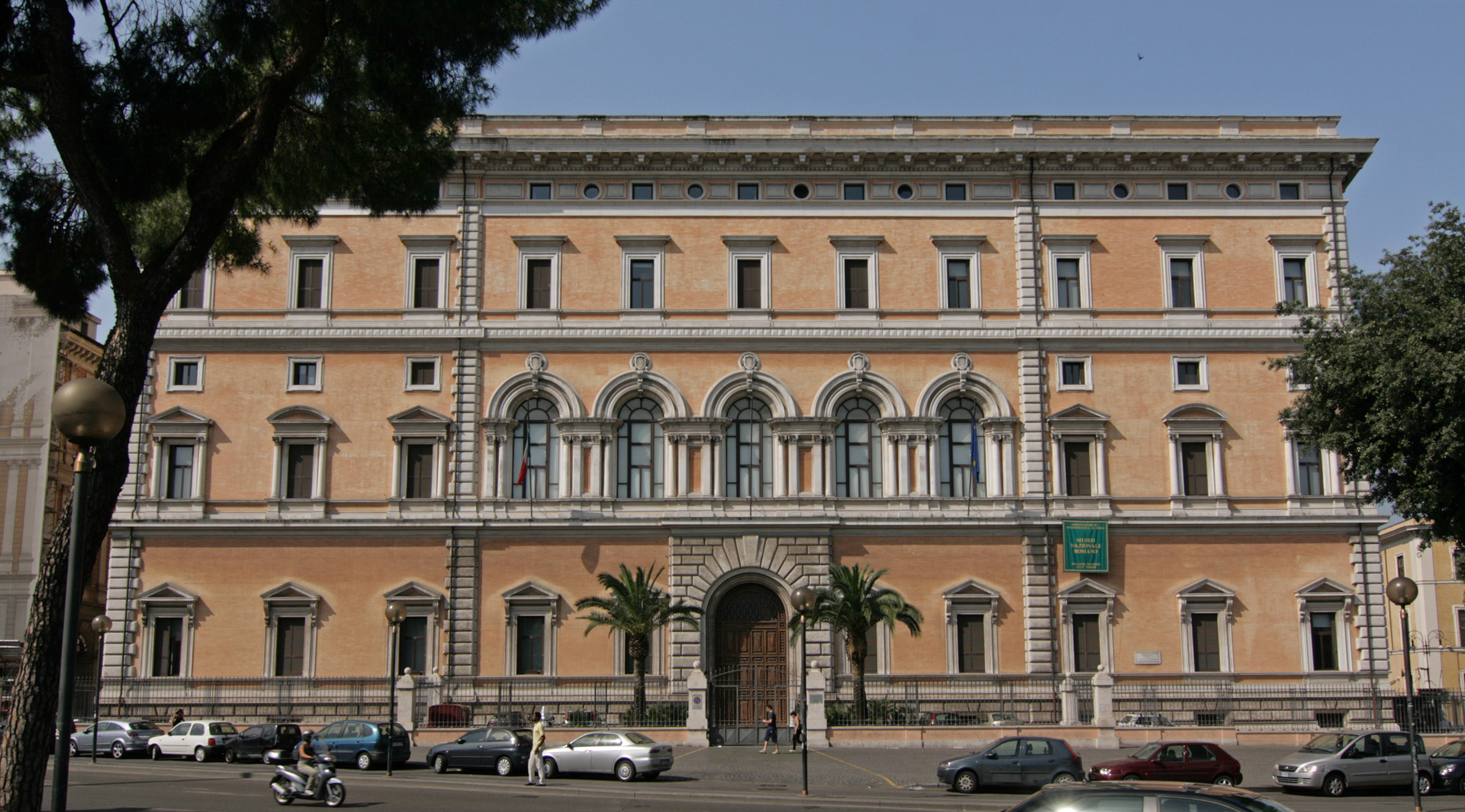
Palazzo Massimo alle Terme, Rom (erbaut 1883–1887)

Das stadtrömische Geschlecht Massimo gehört zu den ältesten Adelsfamilien der Stadt Rom, dessen Abstammung auf Massimo, der um 950 in Rom lebte, zurückgeführt wird. Die sichere Stammreihe beginnt mit Leone Massimo (Leo de Maximis), gestorben am 23. April 1012, dessen Epitaph sich in der Kirche Santi Bonifacio e Alessio auf dem Aventin befindet.
Die Familie betätigte sich in Großhandelsgeschäften, ein Cecco di Lello de Maximo unterzeichnete 1347 die Statuten der Wollkunst und begründete vermutlich den Reichtum der Familie. Dessen Sohn Lello (gestorben 1420) betrieb im Stadtteil Sant’Eustachio einen Gewürzhandel und war 1418 Konservator von Rom. Sein Sohn Maximus Lelli Cecchi besaß in der ersten Hälfte des 15. Jahrhunderts ein Pfandhaus. Ein Palast der Familie wurde erstmals 1462 als Domus Maximorum erwähnt, er stand auf den Grundmauern eines von Kaiser Domitian errichteten Odeon. Dieser Palast wurde 1527 beim Sacco di Roma niedergebrannt. 1532 bis 1536 ließ Pietro Massimo an derselben Stelle den Palazzo Massimo alle Colonne errichten, der bis heute von der Familie Massimo bewohnt wird. Die 1574 durch Fabrizio Massimo erworbene Burg in Arsoli gehört ebenfalls noch der Familie.
Eine Abstammung von dem antiken römischen Senator Quintus Fabius Maximus Verrucosus (* um 275 v. Chr.; † 203 v. Chr.) kann hingegen als Legende gelten, selbst wenn diese sich – wie Marchese Massimo dem Kaiser Napoleon I. auf dessen Nachfrage versicherte – „in der Familie seit 1200 Jahren hartnäckig hält“. Auch die gelegentliche Zuordnung der beiden heiliggesprochenen Päpste Anastasius I. und Paschalis I. zum Geschlecht der Massimo dürfte mythischer Natur sein.
Luca Massimo wurde 1544 Barone di Pisterzo und Fabrizio Massimo 1574 Signore di Arsoli (Provinz Rom), beides Lehnstitel des päpstlichen Adels. Zum Marchese di Roccasecca wurde am 30. März 1686 Fabrizio Camillo Massimo erhoben. 1746 erhielten die Massimo den Titel Patrizier von Rom. Die Familie wurde zu Römischen Patriziern (uneingeschränkt) und am 4. Januar 1746 zu eingetragenen Römischen Patriziern (Patrizio Romano coscritto) als in Primogenitur vererblicher Titel ernannt. Während die jüngere Linie der Duchi von Rignano und Calcata 1907 erloschen ist, blüht die ältere Linie nach wie vor. Ein Zweig der älteren Linie wurde 1872 Principe di Roviano und Duca di Anticoli Corrado. Im 16. Jahrhundert erwarb die Familie eine Reihe von Grundstücken entlang der antiken Via Nomentana und legte dort ein Weingut an; das in der Via di Villa Ricotti erbaute Casino nutzte sie als Landhaus. Auf einem Teil des Geländes entstand ab 1910 das deutsche Künstlerhaus Villa Massimo. Die Linie Rignano erwarb Ende des 17. Jahrhunderts einen eigenen Palazzo an der Piazza d'Aracoeli und ließ ihn von Carlo Fontana im Barockstil umbauen.
Camillo Massimo, Marchese di Roccasecca (1770–1840), heiratete 1796 Christina von Sachsen (eine Tochter von Franz Xaver von Sachsen) und wurde 1826 von Papst Leo XII. mit dem Titel Principe di Arsoli (in Primogenitur) ausgezeichnet. Deren Sohn Camillo (1803–1873) heiratete Prinzessin Maria Gabriela von Savoyen-Carignan; ihr Sohn Camillo (1836–1921) war 3. Principe di Arsoli, während ein jüngerer Sohn aus zweiter Ehe, Filippo (1843–1915) von den 1865 erloschenen Lancellotti den Titel dieser Familie, Principe di Prossedi erbte und den Namen Massimo Lancellotti annahm; die Nachfahren dieser Linie sind heute vertreten durch Principe Don Filippo Massimo Lancellotti, 3. Principe di Prossedi (* 1949). Camillos Sohn aus seiner Ehe mit Prinzessin Francesca Lucchesi Palli, Camillo Francesco (1865–1943), 4.Principe di Arsoli, heiratete Prinzessin Eleonora Brancaccio. Ihr älterer Sohn Leone Massimo, 5.Principe di Arsoli (1896–1979), heiratete 1935 Prinzessin Maria-Adelaide von Savoyen-Genua, deren Sohn war Filippo Massimo, 6.Principe di Arsoli (1938–2008); dessen Sohn Don Fabrizio Massimo, 7. Principe di Arsoli (* 1963), erbte 1968 von den erloschenen Fürsten Brancaccio die Titel Principe di Roviano und Principe di Triggiano. Leones jüngerer Bruder Vittorio Emanuele (* 1911) führte den Titel Principe di Roccasecca dei Volsci.
Die Massimo gehören, neben den Borghese und ihrer Seitenlinie Aldobrandini sowie den Familien Barberini, Caetani, Chigi, Colonna, Doria Pamphilj, Lante della Rovere, Odescalchi, Orsini, Pallavicini, Riario Sforza, Ruspoli und Torlonia zu den bekanntesten Fürstenhäusern des stadtrömischen Hochadels.

### Wappen

Fürstliches Wappen der Massimo

Gespalten, rechts von Blau und Silber 5-mal überdeckt von einem goldenen Schrägrechtsbalken, links in Silber ein mit neun silbernen Schildchen belegtes, von zwei aufgerichteten goldgekrönten roten Löwen bewinkeltes blaues Kreuz am Spalt; auf dem Helm mit rechts blau-silbernen, links mit rot-silbernen Decken ein wachsender goldener Löwe; Fürstenhut und Fürstenmantel.

### Wahlspruch
Cunctando restituit (lateinisch: etwa: „durch Zaudern hat er [die Lage] wiederhergestellt“). Dieser Wahlspruch soll die in der Familie gehegte Legende stützen, die Massimo stammten von Quintus Fabius Maximus Cunctator ab, jenem römischen Diktator aus der patrizischen gens Fabia, der nach der für Rom vernichtenden Niederlage bei Cannae 216 v. Chr. durch hinhaltende und jede Schlacht verweigernde Taktik Hannibals siegreiches Heer zermürbte, bis Rom sich erholte. Diese Abstammungslegende ist natürlich absurd, denn die patrizischen Fabier mit dem Beinamen Maximus waren bereits im 1. Jahrhundert nach Christus ausgestorben.

### Bekannte Namensträger

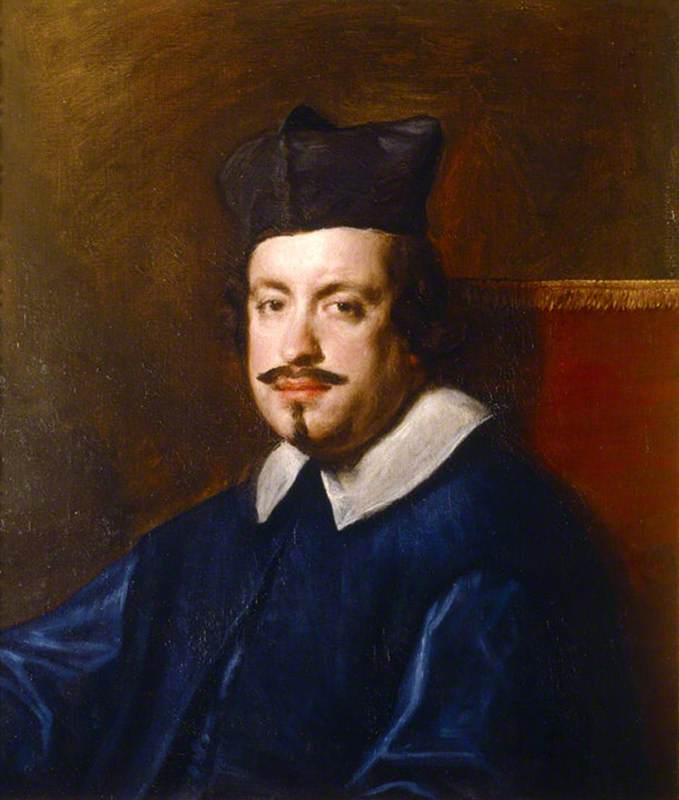
Kardinal Camillo Massimo (1620–1677) von Diego Velázquez (heute in Kingston Lacy)

- Pietro Massimo, († 1544), Konservator von Rom
- Camillo Massimo (1620–1677), Kardinal, Kunstmäzen
- Camillo Massimiliano Massimo (1770–1840), 1. Fürst von Arsoli, päpstlicher Oberpostmeister, Direktor der päpstlichen Archive
- Camillo Vittorio Emanuele Massimo (1803–1873), 2. Fürst von Arsoli, päpstlicher Oberpostmeister
- Francesco Saverio Massimo (1806–1848), Kardinaldiakon
- Leone Massimo (1896–1979), 5. Fürst von Arsoli, letzter vatikanischer Oberpostmeister
- Mario Massimo (1808–1873), 2. Herzog von Rignano, päpstlicher Minister, Astronom
- Paolo Enrico Massimo Lancellotti (1911–2004), Diplomat und italienischer Botschafter, Generalstatthalter des Ritterordens vom Heiligen Grab zu Jerusalem
- Francesco Saverio Massimo Lancellotti (1913–2000), Senator der Republik Italien